# Voidgaze
Voidgaze (englisch Blick in die Leere) ist ein Album der belgischen Drone- und Funeral-Doom-Band Beyond Black Void.

## Geschichte
Nachdem Beyond Black Void im Januar 2003 mit Desolate debütierte, konzentrierte van Cauter seine Aktivitäten auf andere Projekte. Von Beyond Black Void erschienen erst 2010 und 2011 die Download-Singles Eridanus Supervoid und Neyon Moru über Nulll Records. Im Jahr 2011 stellte van Cauter, nach einem Hackerangriff auf seine Homepage, der ein nicht näher benanntes Projekt um Monate zurückwarf, alle weiteren Veröffentlichungen ein.
Seit 2016 reaktivierte van Cauter unterschiedliche Projekte und initiierte einige neue. Zu Beyond Black Void kehrte er 2019 mit dem Album Voidgaze zurück. Da Beyond Black Void als Soloprojekt von van Cauter geführt wurde und er die Musik in seinem Heimstudio Templa Libitina autark komponierte und einspielte, sind exakte Schreib- und Aufnahmezeiträume nicht publik. Techniker und Produzenten blieben ausgeschlossen.

## Albuminformationen
Voidgaze ist das zweite Studioalbum der Band. Das 2019 über Void Overflow erstmals als Musikdownload veröffentlichte Album enthält drei separate Stücke, die eine Gesamtspielzeit von 57:36 Minuten haben. In der zur Verfügung gestellten Print-on-Demand-Variante gab van Cauter das Album mit entsprechender Aufbereitung als CD heraus. Im September 2020 veröffentlichte das ukrainische Label Volok Records das Album als auf 20 Exemplare limitierte Doppel-CD. Die zweite CD enthielt bei einer Lauflänge von 30:33 Minuten die beiden älteren Stücke von Beyond Black Void Eridanus Supervoid und Neyon Moru, die zuvor nicht auf physischen Tonträgern erschienen waren. Die Variante von Volok Records besitzt dadurch eine Gesamtspielzeit von 1:28:09 Stunden. Die Gestaltung des Albums übernahm van Cauter selbst. Das digital gestaltete Covermotiv zeigt ein grünlich schimmerndes Auge mit einer schlitzförmiger Pupillen in einem violetten spektralen Nebel.

### Titelliste
1. Voidgaze: 21:57
2. Infinity Surge: 18:25
3. The Storm Still Rages: 17:14
4. Eridanus Supervoid: 12:53 (Bonus-CD von Volok Records)
5. Neyon Moru: 17:40 (Bonus-CD von Volok Records)

### Stil und Rezeption
Das Funeral- und Drone-Doom-Album wurde nur wenig rezensiert. Volok Records beschreibt die Musik als „tiefen, kollabierenden Drone Doom aus dem endlosen Universum eines absoluten Nichts“. Der für Stormbinger.at verfassten Beschreibung folgend begegnen sich auf Voidgaze „Funeral Doom und Drone und schaffen ein gigantisches Nichts, eine Leere, deren Präsenz durch ein getragenes, schepperndes Dröhnen ausgedrückt wird, das mitunter an die Grenze des musikalisch Angenehmen geht und gerade dadurch beeindruckt“.